# Mury miejskie w Iławie

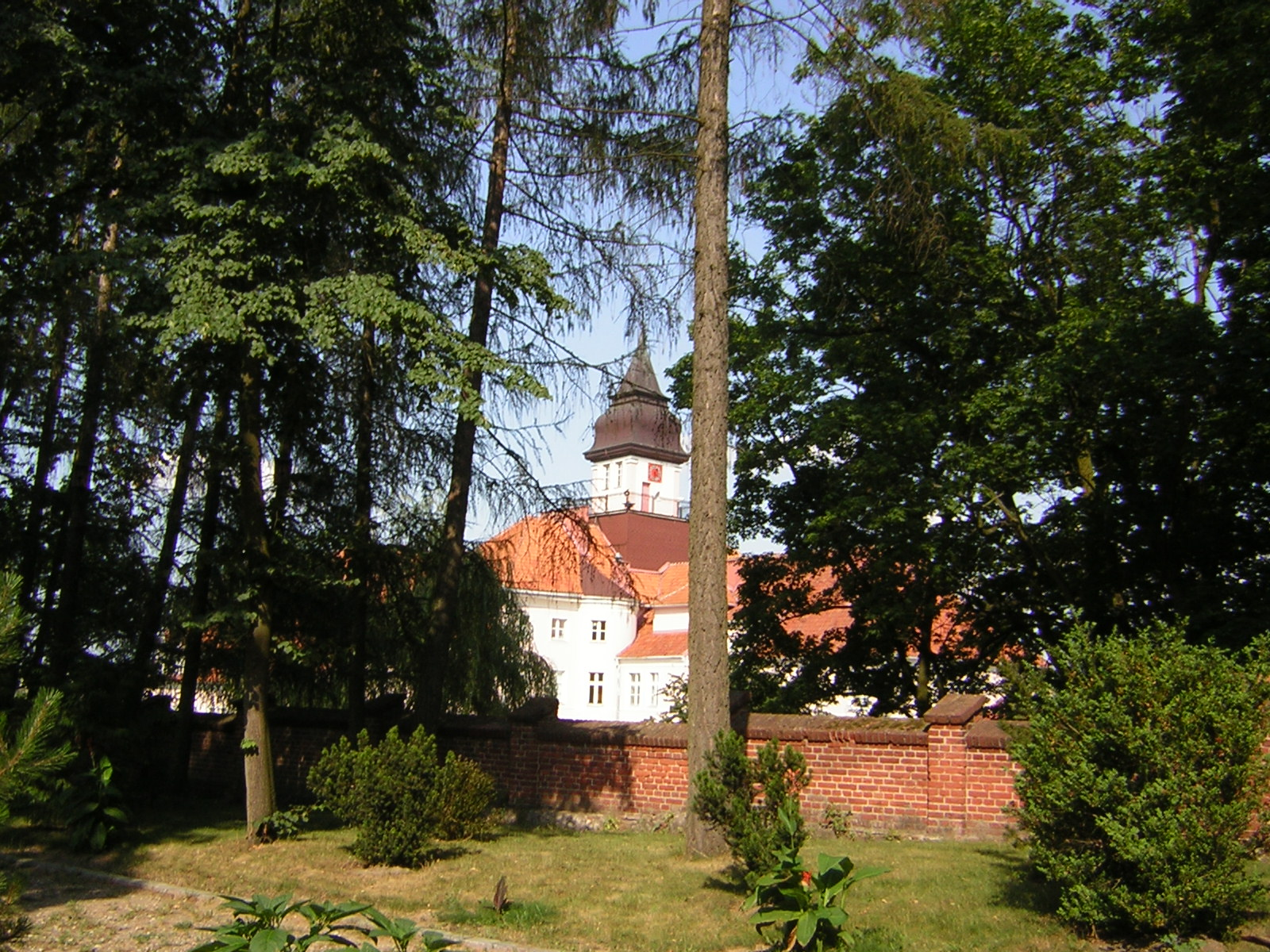
Fragment wschodniej części murów miejskich. W tle iławski ratusz

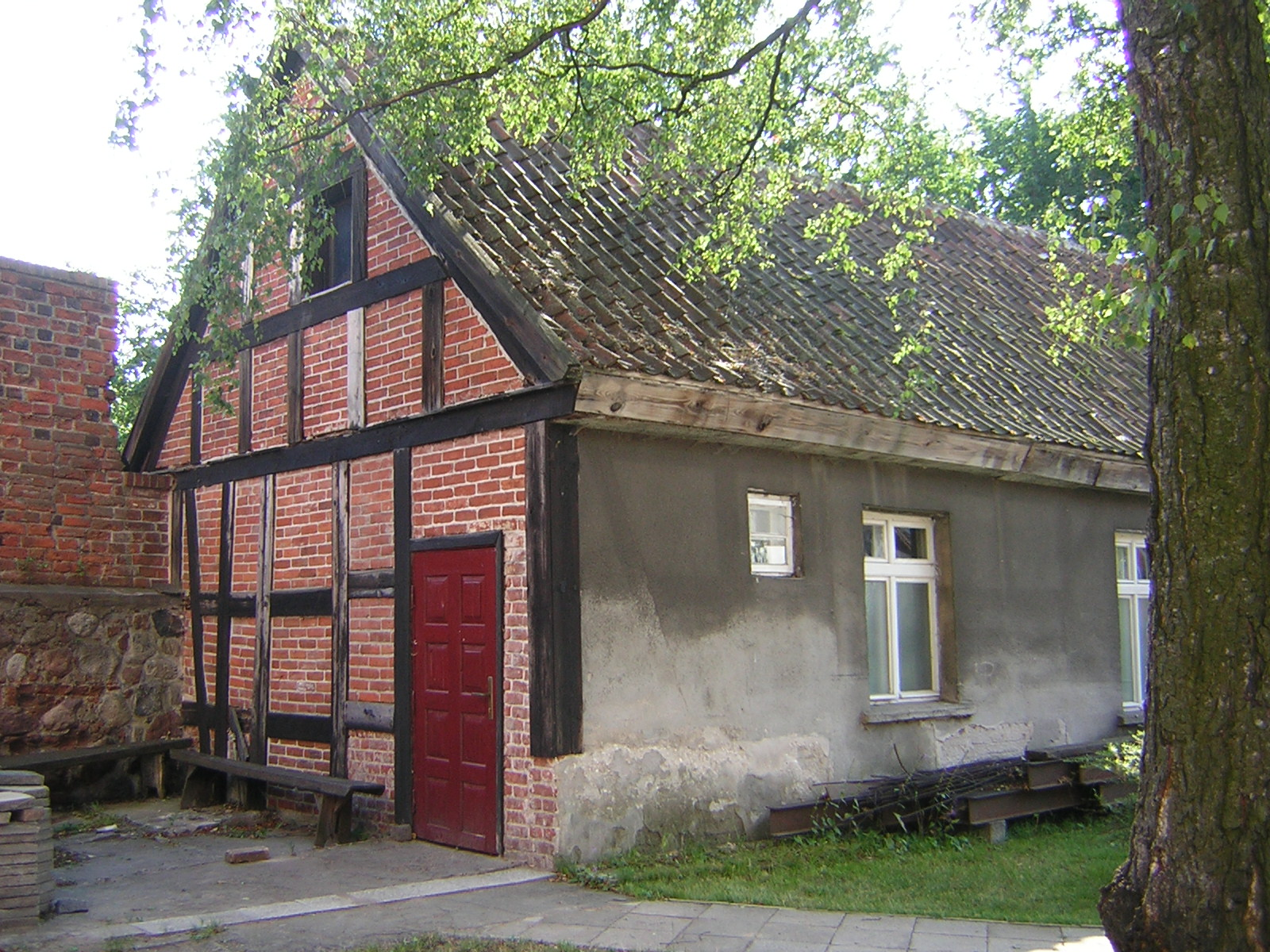
XVII-wieczna plebania przylegająca do fragmentu południowej części murów

Mury miejskie Iławy – mury miejskie miasta Iławy zostały zbudowane ok. poł. XIV w. i tworzyły wraz z kościołem, zamkiem i fosą system obronny miasta. Były nierozerwalnie związane z kościołem pw. Przemienienia Pańskiego. Mury zostały wzniesione częściowo z kamienia łamanego i polnego, łączonych zaprawą wapienną, a częściowo z cegły.
Elementami murów było pięć baszt i trzy bramy: 
- Brama Prabucka od strony zachodniej – najbardziej okazała, zbudowana na planie prostokąta o wymiarach ok. 4,75 m i 5,7 m, z nadbudówką pełniącą później funkcję miejskiego aresztu oraz z przystawioną od strony miasta wartownią.
- Brama Lubawska (lub Polska) na wschodzie
- Brama Wodna na północy

Wzdłuż obwodu murów, od strony wewnętrznej biegła uliczka przymurna.

## Stan zachowania murów
Obecnie mury zachowały się tylko fragmentarycznie na kilku odcinkach:
- przy skarpie w części wschodniej (przy fosie),
- przy narożniku północno-wschodnim fosy,
- od strony południowo-zachodniej (od strony jeziora),
- od strony zachodniej przy ul. Mierosławskiego,
- fragment baszty wewnątrz posesji kościelnej.

 Mury miejskie z dniem 7 marca 1961 r. zostały wpisane do rejestru zabytków (nr rej.: 590).